# Sri Lanka nos Jogos Olímpicos de Verão de 2000
Sri Lanka participou dos Jogos Olímpicos de Verão de 2000 em Sydney, Austrália.